# Gabrielle Wuschek
Gabrielle Wuschek es una deportista representante de la República Democrática Alemana que compitió en natación. Fue medalla de bronce en 200 metros mariposa en el Campeonato Mundial de Natación de 1975.

## Palmarés internacional
| Campeonato Mundial de Natación | Campeonato Mundial de Natación | Campeonato Mundial de Natación | Campeonato Mundial de Natación |
| Año                            | Lugar                          | Medalla                        | Prueba                         |
| ------------------------------ | ------------------------------ | ------------------------------ | ------------------------------ |
| 1975                           | Cali (Colombia)                | Medalla de bronce              | 200 m mariposa                 |